# الأصوات المتحركة الرئيسية
الأصوات المتحركة الأساسية هي الأصوات المتحركة في آخر المخارج وتستخدم من قِبل علماء الصوت لوصف الأصوات لكل لغة. على سبيل المثال الصوت المتحرك في كلمة "feet" يمكن وصفه بالإشارة إلى الصوت المتحرك الأساسي [i], وهو الصوت الأقرب للصوت المتحرك في كلمة "feet". ليستطيع الأشخاص إتقان نظام الأصوات المتحركة الأساسية، يجب عليهم الخضوع إلى التدريب المناسب مع خبراء في مجال الصوتيات، كتمييز الأصوات المتحركة وكيفية إنتاجها. دانييل جونز كتب «لا يمكن تعلم قيمة الأصوات المتحركة الأساسية من خلال الوصف المكتوب، بل يجب تعلمها وممارستها لفظياً من معلم.»
الصوت المتحرك الأساسي هو صوت حركي ينتج عندما يكون اللسان إما في الخلف أو في الأمام، في الأعلى أو في الأسفل. النظام الحالي للأصوات المتحركة تم تأسيسه من قبل دانييل جونز في أوائل القرن العشرين، رغم أن فكرة هذا النظام تعود إلى أقدم علماء الصوت مثل أليس وبيل.
الأصوات المتحركة الأساسية هي ليست أصوات متحركة تابعة للغة معينة، بل تعد نظاماً قياسياً. مع ذلك، بعض اللغات تحتوي على صوت أو أصوات متحركة مشابهة للأصوات المتحركة الأساسية. مثال على أحد تلك اللغات هي لغة نغوي، التي يتم التحدث بها في جمهورية الكاميرون. فقد تم ذكرها كلغة مع نظام الأصوات المتحركة الذي يحتوي على 8 حروف علة المشابهة للأصوات المتحركة الأساسية الثمانية.(1971:67 لادوفوغ)
ثلاثة من الأصوات المتحركة الأساسية ـ [إِ] و [أَ] و [أُ] ـ لديها تعاريف تلفظية. الصوت المتحرك [إِ] يخرج عن طريق اللسان بعيداً للأمام وبأعلى ما يمكن في الفم (بدون إحداث الاحتكاك بينهما)، ومع بسط الشفاه. الصوت المتحرك [أُ] يخرج عن طريق اللسان بحيث يكون للخلف وبأعلى ارتفاع ممكن في الفم، مع إبراز الشفاه. يمكن توقع الصوت عن طريق التمثيل لصافرة ذات نغمة منخفضة جداً، أو كالنفخ لإطفاء شمعة. والصوت المتحرك [أَ] يخرج عن طريق اللسان بحيث يكون منخفض وإلى الخلف قدر المستطاع في الفم.
```

```

حروف العلة الأخرى هي متساوية العمق في مستوى اللسان بين الزوايا الثلاثة في أربع درجات من فتح الفم أو “ارتفاعه”: الفم مغلق (اللسان في الأعلى)، الفم مغلق قليلًا، الفم مفتوح قليلًا، والفم مفتوح (اللسان في الأسفل).
هذه الدرجات من فتح الفم وفرق مواضع اللسان تصف ثمانية نقاط مرجعية بين اللفظ ومعايير السمع. حروف العلة الثمانية هذه تعرف بحروف العلة الأساسية، وهذه الحروف شائعة في لغات العالم.

## قيود لدقة نظام الأصوات المتحركة الرئيسية
نظام الأصوات المتحركة الرئيسية يساهم بجعل المستخدم المتخصص في مجال الصوتيات التمييز بشكل موثوق بين الأصوات المتحركة الستة عشر الأساسية والثانوية، بالإضافة إلى عدد صغير من الأصوات المتحركة المركزية. الدلالات الصوتية التي يوفرها اتحاد الأبجدية الصوتية الدولية (IPA) لعبت دوراً كبير في التمكن أكثر على التعرف على الأصوات الوسطية (الأصوات التي تتكون بين صوتيين متحركين) بشكل موثوق كذلك، يؤدي هذا إلى جعل أخصائي الأصوات أكثر قابلية لإنتاج والتعرف على الصوت المتحرك المغلق المتوسط -الأمامي الغير مدور والذي يظهر في الصورة بشكل [e]، وعلى الصوت المتحرك المفتوح المتوسط -الأمامي الغير مدور [ɛ]. ليس فقط هذه الأصوات بل كذلك أصبح التعرف على الأصوات المتحركة التي ليس من السهل تميزيها ممكنناً، مثل الصوت المتحرك المتوسط -الأمامي الغير مدور[e̞] والصوت المتحرك المتوسط- المركزي الغير مدور [ë]، وغيرها الكثير من الأصوات المتحركة المعقدة؛ لذلك تم اقتراح توسيع نطاق الأصوات المتحركة، حيث تمت إضافة اربعين إلى خمسين صوت متحرك جديد إلى القائمة السابقة التي تحتوي على عشرين صوت متحرك، ولكن من الصعب الحصول على أدلة تجريبية توضح جميع هذه الأصوات حتى من الخبراء في مجال الصوتيات والمتمرسين. 

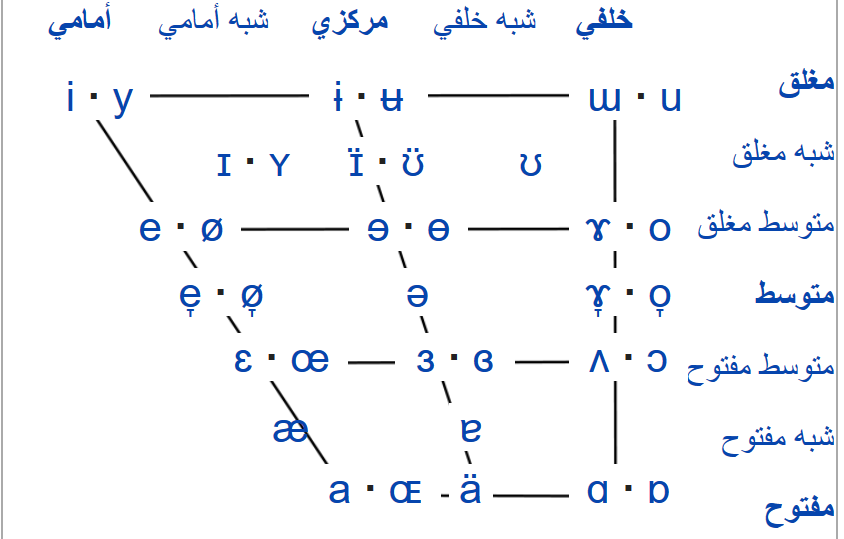
هذا المجسم يوضح كيفية التمييز بين الأصوات المتحركة

لادوفوغ أجرى سلسلة تجارب رائدة في الخمسينات والستينات، حيث قام بعمل دراسة على علماء الأصوات المتدربين تهدف للتعرف على الطريقة التي يتعامل ويتكيف بها المتدربين مع الأصوات المتحركة باللهجة الغيلية الأسكتلندية. طلب من ثمانية عشر أخصائي صوتيات الاستماع إلى تسجيل لمتحدثين محليين باللهجة الغيلية، يحتوي هذا التسجيل على عشر كلمات، ثم طلب منهم أن يمثلوا ويحددوا أماكن الأصوات المتحركة الرئيسية في المجسم المعروف بالشكل الرباعي للأصوات المتحركة الرئيسية. بعد ذلك قام بمقارنة درجات التوافق والاختلاف بين تصنيفات علماء الصوتيات، فتوصل من خلال هذه الدراسة إلى نتيجة تبين أن الأخصائيين في مجال الصوتيات الذين تم تدريبهم على التقاليد البريطانية لدانيال جونز كان تصنيفهم للأصوات المتحركة متقاربة من بعضها البعض، بينما كانت مختلفة عن أولئك الذين تدربوا على ايادي أخرى. أكثر النتائج التي تثير الدهشة لهذه التجربة كانت درجة الاختلاف الكبير بين أحكام وتصنيفات الأصوات المتحركة الغير تابعة للأصوات المتحركة الرئيسية.
1. ↑  "معلومات عن الأصوات المتحركة الرئيسية على موقع britannica.com". britannica.com. مؤرشف من الأصل في 2020-09-26.